# Шишова, Зинаида Павловна
Шишова Зинаида Павловна — фрезеровщица Тульского оружейного завода, Герой Социалистического Труда (1960).

## Биография
Зинаида Павловна Шишова родилась в 1913 году в городе Тула Тульской губернии в семье потомственного оружейника. Её отец работал на Тульском оружейном заводе (ТОЗ) с дореволюционного времени до 1941 года.
В 1930—1933 годах училась в школе фабрично-заводского ученичества (ФЗУ) при ТОЗе. После окончания школы ФЗУ работала фрезеровщицей на ТОЗе. Была лидером стахановского движения, окончила курсы мастеров социалистического труда.
Во время Великой Отечественной войны вместе с другими работниками цеха была эвакуирована в город Медногорск Чкаловской (ныне — Оренбургской) области, освоила профессию наладчицы. После войны вернулась в Тулу и продолжала трудиться фрезеровщицей на оружейном заводе.
Указом Президиума Верховного Совета СССР от 7 марта 1960 года в ознаменование 50-летия Международного женского дня, за выдающиеся достижения в труде и особо плодотворную общественную деятельность Шишовой Зинаиде Павловне присвоено звание Героя Социалистического Труда с вручением ордена Ленина и золотой медали «Серп и Молот».
С 1961 года — на пенсии, с марта 1972 года — персональный пенсионер союзного значения.
Жила в Туле. Умерла в 1981 году.

## Награды
- Звание Герой Социалистического Труда (7 марта 1960);
- Медаль «Серп и Молот» (7 марта 1960) — № 9444);
- Орден Ленина (7 марта 1960) — № 334096);
- медали.